# Reggie Rogers
Reginald O'Keith Rogers (Sacramento, 21 gennaio 1964 – Seattle, 24 ottobre 2013) è stato un giocatore di football americano statunitense che ha militato nel ruolo di defensive tackle nella National Football League (NFL) e nella Canadian Football League (CFL).

## Carriera
Al college Rogers giocò a football a Washington, venendo premiato come All-American. Fu scelto dai Detroit Lions nel corso del primo giro (settimo assoluto) nel Draft NFL 1987. Tuttavia giocò solamente sei partite nella sua stagione da rookie a causa di problemi emotivi, trascorrendo anche del tempo in un centro psichiatrico. La sua seconda stagione durò solamente cinque partite prima che la sua auto si scontrasse con un altro veicolo, uccidendo due adolescenti il 20 ottobre 1988. Gli fu trovato un tasso alcolemico di 0.15, mentre il limite legale all'epoca nel Michigan era di 0.10.  I Lions lo svincolarono nel luglio 1989, non a causa delle accuse, ma perché si ruppe il collo nella collisione.  Nel 1990 fu giudicato colpevole di omicidio stradale e scontò 13 mesi di prigione.
Al suo rilascio, Rogers giocò brevemente con i Buffalo Bills e i Tampa Bay Buccaneers, ma rimase fuori dalla lega dopo la stagione 1992. Passò così alla Canadian Football League dove giocò per gli Hamilton Tiger-Cats (1993–94) e gli Shreveport Pirates (1995). Disputò 18 partite nella CFL, mettendo a segno 18 sack e 91 tackle in tre stagioni.
Rogers è spesso considerato una delle peggiori scelte del draft della storia della NFL. Nel 2008 ESPN lo nominò tredicesima peggior scelta dalla fusione AFL-NFL. Un anno dopo Yahoo! Sports lo nominò peggior settima scelta assoluta dai tempi della fusione.